# Versus the World
Versus the World är ett musikalbum av Amon Amarth, släppt 2002.

## Låtlista
1. "Death in Fire" – 4:54
2. "For the Stabwounds in Our Backs" – 4:56
3. "Where Silent Gods Stand Guard" – 5:46
4. "Vs. the World" – 5:21
5. "Across the Rainbow Bridge" – 4:50
6. "Down the Slopes of Death" – 4:08
7. "Thousand Years of Oppression" – 5:41
8. "Bloodshed" – 5:13
9. "... And Soon the World Will Cease to Be" – 6:56

### Bonusskiva (Viking Edition)
1. "Siegreicher Marsch [Victorious March] " – 7:54
2. "Sorrow Throughout the Nine Worlds" - 3:52
3. "The Arrival of the Fimbul Winter" - 4:26
4. "Burning Creation" - 4:58
5. "The Mighty Doors of the Speargod's Hall" - 5:42
6. "Under the Greyclouded Winter Sky" - 5:35
7. "Burning Creation" (demo) - 4:48
8. "Arrival of the Fimbul Winter" (demo) - 4:38
9. "Without Fear" (demo) - 4:42
10. "Risen from the Sea" - 5:43
11. "Atrocious Humanity" - 5:54
12. "Army of Darkness" - 5:26
13. "Thor Arise" - 6:30
14. "Sabbath Bloody Sabbath" (Black Sabbath-cover) - 4:22